# Jujie Luan
Jujie Luan (în chineză: 菊杰欒; n. 14 iulie 1958, Nanjing, Republica Populară Chineză) este o fostă scrimeră canadiană de origine chineză specializată la floretă, laureată cu aur pentru China la Jocurile Olimpice de vară din 1984 de la Los Angeles. A fost și vicecampioană mondială în 1981.

## Carieră
S-a născut în Nanjing, în provincia Jiangsu, dintr-o familie cu șapte copii. Primul sport pe care l-a practicat a fost atletism, apoi badminton. La vârsta de 16 ani, a trebuit să își schimbe sportul pentru scrima — nu a putut alege. După un an de pregătire, s-a alăturat lotului național al Chinei. A fost remarcată la Campionatul Mondial pentru juniori din 1978, când a obținut medalia de argint în pofida faptului ca a fost înjunghiată la brațul înarmat de o lamă ruptă. A devenit o eroină națională și o carte a fost scrisă despre ea. 
Trei ani mai târziu, a cucerit medalia de argint la seniori la Campionatul Mondial de la Clermont-Ferrand, apoi o medalie de bronz la cel de la Viena. A participat la Jocurile Olimpice din 1984, unde a câștigat medalia de aur după ce a învins-o pe germanca Cornelia Hanisch. Astfel a devenit prima campioană olimpică asiatică la scrimă. La Olimpiada din 1988 a fost eliminată în faza grupelor, clasându-se pe locul 25. 
În anul 1989 a fost pensionată din oficiu. I-a fost propus să devină antrenoare lotului național feminină al Chinei, dar a ales să emigreze în Canada cu soțul său. S-a stabilit la Edmonton, un oraș care l-a încântat în timpul Universiadei de vară din 1983, și a devenit antrenoare principal la Edmonton Fencing Club. A dobândit cetățenia canadiană în 1994. A participat la Jocurile Olimpice din 2000 sub steagul Canadei, clasându-se pe locul 35, apoi s-a retras din activitate competițională.
S-a răzgândit pentru Jocurile Olimpice din 2008, organizate în țara sa natală, încurajată de exemplul lui Igor Tikhomirov, un alt scrimer canadian de origine străină. La vârsta de 50 de ani, a fost cea mai bătrână participantă a probei. A trecut în primul tur de tunisianca Inès Boubakri, dar a pierdut în turul următor cu unguroaica Aida Mohamed și s-a clasat pe locul 32. În același an, a cucerit medalia de aur la Campionatul Mondial pentru veterani în categoria 50-59 de ani.
În anul 2013, a fost inclusă în Hall of Fame-ul scrimei de către Federației Internaționale de Scrimă.

## Legături externe
- en Jujie Luan la Olympedia.org